# ニコラス・フーパー
ニコラス・フーパー（Nicholas Hooper、1952年7月23日 - ）は、イギリスのテレビ・映画音楽の作曲家。デヴィッド・イェーツとは旧友であり、彼の監督作品の『ハリー・ポッターと不死鳥の騎士団』などに参加している。

## 主なフィルモグラフィ
- 『フューチャー・イズ・ワイルド』 - The Future is Wild (2003年)
- 『ステート・オブ・プレイ〜陰謀の構図〜』 - State of Play (2003年)
- The Young Visiters (2003年)
- Messiah: The Promise (2004年)
- Bloodlines (2005年)
- The Cost of Living (2005年)
- 『ある日、ダウニング街で』 - The Girl in the Café (2005年)
- The Best Man (2006年)
- The Chatterley Affair (2006年)
- 『第一容疑者 希望のかけら』 - Prime Suspect: The Final Act (2006年)
- 『ハリー・ポッターと不死鳥の騎士団』 - Harry Potter and the Order of the Phoenix (2007年)
- Einstein and Eddington (2008年)
- 『ハリー・ポッターと謎のプリンス』 - Harry Potter and the Half-Blood Prince (2009年)
- 『ハリー・ポッターと死の秘宝 PART2』 - Harry Potter and the Deathly Hallows: Part 2 (2011年) ※1曲のみ
- 『モー・モーラム ～不可能を可能にした女～』 - Mo (2011年)
- 『ディズニーネイチャー サバンナを生きる百獣の王』 - African Cats (2011年)[1]
- 『愛の記憶はさえずりとともに』 - Birdsong (2012年)
- 『ディズニーネイチャー チンパンジー 愛すべき大家族』 - Chimpanzee (2012年)
- 『エスケープ・アーティスト 無罪請負人』 - The Escape Artist (2013年)[2]
- Winter Thaw (2016年)